# Navab Nasirshelal
Navab Nasirshelal (en persan : نواب نصیر شلال), né le 1er avril 1989 à Ahvaz, est un haltérophile iranien. Il concourt dans la catégorie des moins de 105 kg.
Il remporte la médaille d'argent aux Jeux olympiques d'été de 2012 à Londres, se classant devant le Polonais Bartłomiej Bonk et derrière l'Ukrainien Oleksiy Torokhtiy. Il remporte a posteriori la médaille d'or après la disqualification de l'Ukrainien.